# Северо-Казахстанский областной историко-краеведческий музей
Северо-Казахстанский областной историко-краеведческий музей (каз. Солтүстік Қазақстан облыстық тарихи – өлкетану мұражайы) — краеведческий музей в Петропавловске (Северо-Казахстанская область, Казахстан). Открыт в 1924 году, музейный комплекс расположен в нескольких зданиях — памятникам архитектуры конца XIX века. Коллекция музея насчитывает более 350 тысяч экспонатов.

## История
Музей был образован в 1924 году. В 1951 году при музее был открыт отдел изобразительных искусств. В 1970 году музей получил новое здание. В настоящее время музейный комплекс находится в старинных купеческих зданиях конца XIX века. Главное здание музея — бывший дом коммерсанта Т. Л. Аркеля, а в бывшем магазине и складских помещениях купца Стрелова располагается администрация, фондохранилище и библиотека. 

## Экспозиция
Музейная экспозиция занимает около 2,4 тыс. м2 и располагается в 13 залах. Коллекция музея превышает 350 тыс. экспонатов. Залы соответствуют различным периодам истории Северо-Казахстанской области с древнейших времён до современности.
Первый зал представляет природу области. Живописные диорамы посвящены разнообразным ландшафтам края. Здесь также находятся палеонтологические экспонаты (такие как зуб южного слона, рога и фрагмент черепа бизона длиннорогого, бивни мамонта) и коллекции животных и птиц (бородатая неясыть, золотистая щурка, лосиха, косуля, ондатра, бобр, орлан-белохвост), растений. В археологическом зале представлены находки Северо-Казахстанской археологической экспедиции, осуществлённой в 1967 года сотрудниками музея Г. и С. Здановичами. Здесь есть эскпонаты относящиеся к каменному, бронзовому и железному векам, включая предметы, относящиеся к поселению Ботай эпохе неолита (около 600 археологических объектов IV-III тыс. до н.э.). Здесь находится диорама ботайского поселения, разнообразные орудия из камня и кости (наконечники копий, стрел, дротиков, гарпунов), керамика и др. предметы. Зал «Образование казахской государственности» посвящён выдающимся историческим личностям Казахстана: основоположникам казахского ханства Жанибек-хану, Керей-хану, автору свода законов «Жеты Жаргы» Тауке-хану, вместе с «Триумвиратом» — Толе би, Казыбек би, и Айтеке би. Здесь представлены история жизни и правления Абылай-хана.
Зал, посвящённый советскому периоду, представляет историю края XX века, включая революцию 1917 года, гражданскую войну, коллективизацию, крестьянские восстания 1920-х годов, репрессии. В истории Великой Отечественной войне показано участие жителей края в военных действиях и труде работников тыла. Особое место занимает показ боевого пути 314 стрелковой дивизии, сформированной в области.
Наконец, 4 зала посвящены развитию Казахстана в годы независимости:«Казахстан в годы независимости», «Северо-Казахстанская область в годы независимости», «Казахстанско-Российские отношения» и «Зал Первого Президента Республики Казахстан». В зале, посвящённом первому президенту независимого Казахстана Нурсултану Назарбаеву, рассказывается о его семье, его школьных годах, учебе в техническом училище в Днепродзержинске, работе в Темиртау на Карагандинском металлургическом комбинате, общественно-политической деятельности. Среди экспонатов - шежире (историко-генеалогическая летопись) Н. Назарбаева, спецодежда горнового, его труды, портрет Президента, написанный местным художником А. Шимовым.

## Отделы музея
В музее находится 6 отделов: природы, археологии, этнографии, историко-экспозиционный, литературный, массовый и отдел учета и хранения фондов.